# Йоганн Каннабіх
Йога́нн Канна́біх (нім. Johann Günther Friedrich Cannabich; 21 квітня 1777 — 3 березня 1859) — німецький освітній і релігійний діяч, географ, педагог. Пастор Лютеранської церкви.

## Біографія
Народився в Зондерсгаузені, Тюрингія, в родині Готтфріда-Християна Каннабіха, лютеранського теолога. Вивчав теологію в  Єнському університеті, потім був пастором, проте займався переважно географією — починаючи з створення у 1816–1818 рр. підручника географії («Lehrbuch der Geographie», 18-е видання вийшло в 1875 р.).
Разом з  Гаспарі,  Хасселем, Гутсмутсом і Укертом опублікував «Vollständige Handbuch der Erdbeschreibung» (23 т., Вейм., 1819–1832), для якого обробив розділи про  Францію, Нідерланди і  Вест-Індію. Для «Neueste Länder-und Völkerkunde» склав 6-й том (Вейм., 1821), що охоплює  Голландію, Іонічні острови і  Краківську республіку, і 23-й т. (Вейм., 1827) — Баден,  Нассау та багато дрібних держав  Німеччини.
Його «Kleine Schulgeographie» (Зондерсхаузен, 1818; 20 видавництво. Веймар, 1870) довгий час служив підручником для початкових шкіл  Німеччини.
Інші праці Каннабіха: "Statist.-geogr. Beschreibung des Königreichs Preussen «(Дрезден, 1827 - 1828; новий. Вид. Бресл., 1835);» Statist.-geogr. Beschreibung des Königreichs Württemberg «(Дрезден, 1828);» Hilfsbuch beim Unterricht in der Geographie «(2 вид., Ейслебен, 1838–1840);» Neuestes Gemälde von Fraukreich «(2 т., 1831 - 1832);» Neuestes Gemälde des europ. Russland und des Königreichs Polen "(1833; обидва останні твори увійшли до складу Schütz, " Allgemeine Erdkunde ", Відень) та ін.

## Праці
- Lehrbuch der Geographie nach den neuesten Friedensbestimmungen. — 8., berecht. u. verm. Aufl. — Sondershausen u. a. 1821. Online-Version der Universitäts- und Landesbibliothek Düsseldorf
- Bearbeiter des Vollständigen Handbuchs der Erdbeschreibung, 23 Bände. Weimar 1819–1827
- Verfasser des 6. und 23. Bandes der Neuesten Länder- und Völkerkunde. Weimar 1821 und 1827
- Vollständige und neueste Erdbeschreibung vom Reiche Mexico, Guatemala und Westindien. Weimar 1824
- Statistisch-geographische Beschreibung des Königreichs Preußen, 6 Bände. Dresden 1827/28; neue Ausgabe 1835
- Statistische Beschreibung des Königreichs Württemberg, 2 Bände. Dresden 1828
- Neueste Gemälde von Frankreich, 2 Bände. Dresden 1831/32
- Neueste Gemälde des europäischen Rußland und des Königreichs Polen, 2 Bände. Dresden 1833. GoogleBooks [Архівовано 23 жовтня 2014 у Wayback Machine.]
- Hülfsbuch beim Unterricht in Geographie, 3 Bände. Eisleben 1833–1838; 2. Auflage 1844
- Schlez’ Kurze Darstellung der Länder- und Völkerkunde, völlige Überarbeitung. Gießen 1843
- Leitfaden zum methodischen Unterricht in der Geographie oder erster geographischer Kursus zum Gebrauch in den untersten Klassen der Gymnasien und für Bürgerschulen. Eisleben 1830